# Zahodno jezero
Zahodno jezero, znano tudi kot Šihu in pod drugimi imeni, je sladkovodno jezero v Hangdžovu na Kitajskem. Jezero leži zahodno od nekdanjega obzidanega mesta Hangdžov in ima površino 6,39 km², razteza se 3,2 km od severa proti jugu in 2,8 km od vzhoda proti zahodu. V jezeru so štirje nasipi, trije umetni otoki in Gušan, edini naravni otok. Jezero na severni, zahodni in južni strani obdajajo blagi hribi, na južnem in severnem bregu pa stojita pagodi Leifeng in Baoču. V gorah zahodno od jezera je več znanih templjev, vključno s templjema Lingjin in Džingci.
Jezero, turistična atrakcija že od dinastije Tang (618–907), je zaradi svoje naravne lepote in zgodovinskih relikvij vplivalo na pesnike in slikarje skozi celotno kitajsko zgodovino. V času dinastije Song (960–1279), v kateri se je dinastična prestolnica preselila v Hangdžov, je jezero postalo kulturna znamenitost in ena najbolj obiskanih turističnih destinacij Kitajske. Evropejcem ga je predstavil Marco Polo in je bilo nekoč simbol kitajske urbane kulture. Upodobljeno je bilo na kitajski valuti, vključno z bankovcem za en juan v potrdilu o devizah Banke Kitajske iz leta 1979 in renminbi iz leta 2005, pa tudi v kitajskem potnem listu. Jezero, ki je od leta 2011 uvrščeno na seznam svetovne dediščine UNESCO, je prepoznano kot »idealizirana fuzija med človekom in naravo«.
Jezero skupaj z okoliškimi hribi tvori slikovito območje Zahodnega jezera, ki ga upravlja upravni odbor slikovitega območja Zahodnega jezera Hangdžov, posebna uprava, namenjena ohranjanju kulturne dediščine in vrtnarjenju v okviru občinske vlade od leta 2002. Kot prva večja kitajska turistična atrakcija, ki je odpovedala vstopnine, je slikovito območje med prazniki gneča. Med praznikom državnosti leta 2024 je območje v sedmih dneh prejelo 4,426 milijona obiskovalcev, kar je 30,92 % več kot leto prej.

## Imena
Zgodovinsko gledano je bilo jezero poimenovano z različnimi imeni, vključno z jezerom Čiantang. Prvi opis voda v bližini Hangdžova je bil narejen v Knjigi Han, končani leta 111, ki pravi:
Zahodni poveljniški kapitan Čiantanga je bil nameščen v hribih Vulin, kjer izvira reka Vulin. Reka teče proti vzhodu v morje in pokriva razdaljo 830 li (350 km)
Ta izjava o reki Vulin (武林水) se na splošno razlaga kot prva omemba Zahodnega jezera, medtem ko naj bi bili hribi Vulin (武林山) hribi v bližini templja Lingjin.
Bai Džuji je bil med prvimi, ki je jezero imenoval Zahodno jezero zaradi njegove lege zahodno od mesta. Su Ši je bil prvi, ki je ime uporabil v uradnih dokumentih, in sicer v svoji prošnji cesarskemu dvoru za poglabljanje jezera leta 1090. Kitajski učenjaki iz 16. stoletja so menili, da je Zahodno jezero najbolj znano med 35 drugimi jezeri z istim imenom na Kitajskem. Ime je bilo različno prevedeno in romanizirano tudi kot Zahodno jezero, Si-hu, Hsi Hu, Ši Hu, Jezero Si, Jezero Hsi, Jezero Hsi-hu, in Jezero Ši. Zaradi Su Šijeve znane primerjave s Šidzi se jezero včasih v kitajščini opisuje tudi kot jezero Šidi.

## Zgodovina

### Naravne tvorbe in poglabljanje
Pred približno 4400 do 2500 leti se je ob padcu morske gladine začela pojavljati ravnina Hangdžov-Šjašing-Hudžov, medtem ko je bilo Zahodno jezero le plitev zaliv. Sčasoma je reka Čjantang postopoma odlagala pesek in kamenje zunaj tega zaliva. Pred približno 2000 leti je nastala laguna. Potoki iz okoliških gora so vodo spremenili v sladko vodo, vendar so nenehni nanosi mulja jezero postopoma spremenili v močvirje. V lokalnem izročilu je bilo Zahodno jezero, ko je Čin Ši Huang (259–210 pr. n. št.), prvi kitajski cesar, obiskal Hangdžov, še vedno del reke Čjantang. Velikanska skala na severnem bregu Zahodnega jezera naj bi bila kraj, kjer je cesar zasidral svojo floto. Po zapisih velikega zgodovinarja je cesarja med obiskom leta 210 pr. n. št. v Hangdžovu ustavila močna plima reke Čjantang in je moral zaviti proti zahodu, da bi dosegel Šhaošing. V obdobju Vzhodnega Hana (25–220) je lokalni uradnik Hua Šin odredil gradnjo morskega zidu, da bi jezero popolnoma ločil od morja. Leta 591 je bil vladni sedež Hangdžova, prvotno na zahodni obali, preseljen v novozgrajeno obzidano mesto vzhodno od jezera. Z dokončanjem Velikega prekopa je Hangdžov kot njegov cilj postal prometno središče Kitajske.
Pred dinastijo Tang (618–907) je bilo Zahodno jezero plitvo vodno telo, vendar so nenehna prizadevanja za poglabljanje preprečila, da bi se spremenilo v močvirje. V obdobju Džjandžong (780–783) dinastije Tang je lokalni uradnik Li Bi preusmeril vodo v Hangdžov po podzemnih ceveh in ustvaril šest ribnikov za zagotovitev oskrbe mesta z vodo. Leta 822 je Bai Džuji poglabljal Zahodno jezero in uporabil mulj za izgradnjo dolgega nasipa med vrati Čjantang in Juhang, ki je bil poimenovan v njegov spomin. V času kraljestva Vujue (907–932), katerega glavno mesto je bil Hangdžov, je kralj Čjan Liu odredil letno poglabljanje Zahodnega jezera z vojaki, da bi ohranil kakovost vode za oskrbo. V dinastiji Song je Su Ši (1037–1101) leta 1089 ukazal gradnjo nasipa Su iz izkopanega mulja. Območje jezera je označil s tremi kamnitimi pagodami, da bi preprečil sajenje vodnih kostanjev in zmanjšal zamuljevanje, kar bi lahko označevalo izvor Treh ribnikov, ki zrcalijo Luno. Do leta 1275 so bile imenovane vojaške patrulje za vzdrževanje in nadzor jezera, kjer je bilo prepovedano odlagati smeti ali saditi dodatne lotosove ali vodne kostanje.

### Mongolska vladavina in propad turizma
Razcvet turizma je povzročil različne interpretacije. Jezero je veljalo za literarno izročilo, simbol države in del lokalne zgodovine in znanja, za nekatere pa simbol ekstravagance in razkošja. Eno najbolj znanih upodobitev je napisal Lin Šeng, ki je napisal pesem kot satiričen komentar o tem, kako so bili ljudje zatopljeni v svoje užitke v Hangdžovu, namesto da bi si prizadevali povrniti izgubljeno severno prestolnico:

| 山外青山樓外樓， 山外青山樓外樓， 西湖歌舞幾時休？ 暖風熏得遊人醉， 直把杭州作汴州 | Onkraj hribov se dviga še več hribov, onstran paviljonov še več paviljonov stoji. Kdaj se bodo pesmi in plesi na Zahodnem jezeru končno končali? Topel vetrič omami popotnike, zaradi česar zamenjajo Hangzhou za Bianzhou. |

Leta 1142 sta golobji cesar in njegov glavni svetnik usmrtila Jue Feija, jastrebovega kitajskega generala, znanega po svojih odločnih prizadevanjih za ponovno osvojitev severne Kitajske. Juejeva smrt je pomenila konec poskusov ponovne osvojitve severa, saj je cesar kljub uspehom vojske Song dajal prednost miru. Jue Fei je bil med Kitajci še vedno zelo občudovan in je bil na splošno čaščen kot narodni junak. Leta 1162 je bila njegova krivična usmrtitev priznana, njegovi posmrtni ostanki pa so bili preneseni v grobnico ob Zahodnem jezeru. Od leta 1221 je bližnji tempelj preurejen v njegov spomin.
Mongolska dinastija Juan (1271–1368) je doživela upad turizma na Zahodnem jezeru. Vladna podpora za vzdrževanje jezera se je zmanjšala, saj so mongolski vladarji svojo politično in gospodarsko pozornost usmerili na severno Kitajsko in ne na jug. Mongolski vladarji in lokalni prebivalci so za propad dinastije Song krivili razkošno življenje na jezeru. Zato je bilo jezero opuščeno. Ko je mongolsko oblast nadomestila dinastija Ming, je Hangdžov do sredine 15. stoletja postopoma ponovno dosegel blaginjo. Vendar je jezero leta 1442 in 1456 doživelo sušo, zaradi česar se je začasno izsušilo.

### Revitalizacija v pozni cesarski Kitajski
Od sredine obdobja Ming so obnovljeni projekti poglabljanja vode ponovno vzbudili zanimanje javnosti za Zahodno jezero. Ko se je Hangdžov razvil kot založniško središče, je produkcija geografskih besedil spodbudila turizem, kar je posledično še dodatno spodbudilo založniško industrijo. Leta 1508 je guverner Jang Mengjing vodil obsežno poglabljanje vode, popravil nasipa Su in Bai ter v svoj spomin ustvaril nasip Jangong. Ta obnova je jezeru vrnila videz dinastije Tang. Nadaljnja gradbena dela v letih 1576, 1607–1611 in 1621 so zgradila paviljon Srednjega jezera in Mali otoček Jingdžou. V tem obdobju je bila objavljena serija knjig o lokalni zgodovini in kulturi, ki so prikazovale Zahodno jezero in navdihnile japonske vrtove, kot je vrt Kju Šiba Rikju.
Mandžurci so leta 1645 osvojili Hangdžov, kar je privedlo do gradnje rezidenc ob jezeru. V času visokega Činga (1683–1799) so cesarji pogosto obiskovali južno Kitajsko, da bi simbolizirali svoj nadzor. Zaradi obiskov cesarjev Čing je bilo jezero v celoti izkopano in obnovljeno. Leta 1689 je bila na Gušanu zgrajena začasna cesarska palača. Leta 1722 je guverner Džedžjanga Li Vei dobil ukaz, naj izkoplje jezero. Leta 1809 je bil otoček Ruan Gong zgrajen iz muljaste zemlje, ki je bil poimenovan po Ruan Juanu, takratnem guvernerju.
Cesarji so oživili in standardizirali pojem Desetih prizorov Zahodnega jezera. Cesar Kangši je tem prizorom vpisal naslove, ki so bili kasneje vklesani v stele pod desetimi paviljoni. Cesar Čjanlong je med svojimi obiski pisal pesmi, ki so bile nato vklesane na hrbtno stran Kangšijevih stel. V okoliške hribe je vklesal tudi osem prizorov Zmajevega vodnjaka. V Pekingu so bili cesarski vrtovi, vključno z Vrtom vesele pomladi in Staro poletno palačo, zasnovani tako, da posnemajo krajinsko zasnovo Zahodnega jezera.
Potem ko je upor Tajpingov (1850–1864) uničil različne stavbe ob jezeru, je Zahodno jezero oživelo, saj so pomembni vojaški voditelji dinastije Čing, magnati in visoki uradniki, kot je Peng Julin, zgradili svoje vile ob jezeru, ki so kasneje postale njihovi spominski templji in svetišča, ki jih je kasneje vzdrževal poseben oddelek lokalne samouprave. Leta 1864 je bil ustanovljen Urad za poglabljanje jezera Zahodnega jezera, ki je upravljal poglabljanje jezera.

### Moderna doba
Po revoluciji leta 1911, ki je končala dinastijo Čing, je bila mestna četrt Manču porušena, vključno z ločenimi utrdbami in delom mestnega obzidja, ki jo je ločeval od obale jezera. Cesarske posesti dinastije Čing okoli Zahodnega jezera so bile prav tako nacionalizirane. Zemljišče v četrti Manču je bilo prodano na dražbi za vzpostavitev novega poslovnega okrožja, obala jezera pa je bila prenovljena v niz javnih parkov, s čimer je Zahodno jezero postalo del novega središča mesta. Nekdanja cesarska palača na Gušanu je bila preurejena v park Džongšan, poimenovan po Sun Jat-senu. Stavbe, povezane z nekdanjimi uradniki in generali dinastije Čing, so bile preimenovane po privržencih dinastije Ming, tako kot Svetišče nekdanjih mučencev. Železniška povezava med Hangdžovom in Šanghajem, dokončana leta 1909, je spodbudila lokalni turizem.
Zgrajenih je bilo veliko vil in vrtov, gradnja nadaljnjih grobnic pa je bila prepovedana. Med obiskovalci jezera so bili pomembni literati, kot sta Rabindranath Tagore in Ryūnosuke Akutagawa, pa tudi par Čjang Kajšek in Song Mei-ling, ki je ob jezeru preživel medene tedne. Leta 1922 je Kitajska komunistična partija tukaj organizirala plenum, s čimer je sprožila prvo sodelovanje z nacionalisti. Leta 1928 je bila na otoku Gušan ustanovljena Nacionalna akademija umetnosti.
Od 6. junija do 20. oktobra 1929 je potekala razstava Zahodnega jezera. Razstava je svetovnemu občinstvu predstavila kitajsko blago in kulturo – zlasti tisto iz Hangdžova in Džjangnana. Dogodek je vključeval domoljubno vzgojo in širjenje političnih sporočil prek Revolucionarne spominske dvorane, Revolucionarnega spominskega stolpa in Knjižnice Revolucionarne spominske dvorane.
Marca 1937 sta se Džov Enlaj in Čjang Kajšek tajno sestala v jami Janšja blizu jezera, da bi se pogajala o koaliciji proti Japonski med drugo kitajsko-japonsko vojno.
Japonci so decembra 1937 zavzeli Hangdžov. Pod japonsko oblastjo je krčenje gozdov v gorah, ki obdajajo Zahodno jezero, povzročilo hitro zamuljevanje jezera zaradi erozije tal, kar je bilo posledica pomanjkanja vzdrževanja. Oktobra 1939 je bilo ob jezeru zgrajeno japonsko svetišče, namenjeno praznovanju japonskega festivala sredi jeseni, da bi se kitajski državljani mesta seznanili s šintoizmom. Z japonsko predajo leta 1945 je turizem na Zahodnem jezeru ponovno zacvetel, čeprav se je mesto samo zaradi hiperinflacije soočalo s hudimi gospodarskimi izzivi.
Komunisti so kmalu po umiku nacionalistov iz mesta leta 1949 zavzeli Hangdžov, da bi ohranili kulturne relikvije Zahodnega jezera. V 1950-ih so bila izvedena večja hidrološka dela in drugi gradbeni projekti, ki so ponazarjali socialistične dosežke. Na zahodni obali jezera sta bila odprta botanični vrt in cvetlični vrt. Zgrajena sta bila parka Opazovanje rib ob cvetličnem ribniku in Orioles, ki pojejo v vrbah. Obnovljeni so bili tempelj Lingjin, tempelj Džingci, tempelj Jue-Vang, Trije ribniki, ki zrcalijo luno, paviljon Srednjega jezera in drugi kraji.
Predsednik kitajske komunistične partije Mao Cetung je od leta 1953 vsako leto vse do svoje smrti leta 1976 občasno bival na Zahodnem jezeru. Da bi zagotovili njegovo varnost, je lokalna vlada prebivalce, osumljene povezav z nacionalisti, prisilno preselila v delovna taborišča. Trgovine v bližini jezera je prevzela država, tajno varnostno osebje pa je bilo nameščeno v več kot 100 trgovinah na tem območju. Grobnice pomembnih osebnosti – vključno z Vu Songom, Fang Lajem, Ju Čjanom, Džangom Cangšuijem, Su Manšujem, Su Šjaošjaom in družino Stuart – ter templja Jue Feija in Ven Tianšjanga so bili poškodovani ali uničeni. Med kulturno revolucijo (1966–1976) sta bila uničena tempelj Liutong in še en tempelj. Kitajski premier Džov Enlaj je odredil zaprtje templja Lingjin, da bi preprečil njegovo poškodbo, vendar so bila kasneje popravljena številna slikovita mesta zaradi obiskov izgnanega kamboškega princa Norodoma Sihanouka leta 1971 in ameriškega predsednika Richarda Nixona leta 1972.
Po letu 1976 je turizem na jezeru ponovno oživel. Leta 1983 je vlada Hangdžova prenovila templje in paviljone ob jezeru. Razširili so tudi Izvir galopirajočega tigra in v poletnem parku ustanovili Ukrivljeno dvorišče in Lotosov bazen. Predstavljeno je bilo novo območje Raziskovanje cvetov sliv na vrhu Ling, ki so ga dopolnili kulturni dogodki v jami Huanglong in na otočku Ruan Gong. Leta 1984 so lokalni mediji in društva izvedli javno glasovanje za izbor novih Desetih prizorov jezera. Leta 1985 so v Džakovu zgradili črpalko, ki je dnevno črpala 300.000 kubičnih metrov vode za osvežitev vode v jezeru. Projekt prestrezanja odplak, ki je bil zaključen leta 1981, je vključeval več kot 17 kilometrov zakopanih predorov in 10 črpališč. Leta 2000 so ponovno odprli razstavo Zahodnega jezera, ki je privabila 1,4 milijona obiskovalcev. Leta 2002 so pagodo Leifeng obnovili tam, kjer se je leta 1924 zrušila. Med vrhom G20 v Hangdžovu leta 2016 in azijskimi igrami leta 2023 se je v gostišču West Lake State srečal generalni sekretar kitajske komunistične partije Ši Džinping s tujimi gosti, kot sta Barack Obama in Narendra Modi.

## Splošna postavitev
Postavitev Zahodnega jezera vključuje »en hrib, dve pagodi, tri otočke, štiri nasipe in pet jezer«. Med njimi je deset klasičnih slikovitih krajev, ki so skupaj znani kot Deset prizorov Zahodnega jezera.

### Gušan
Gušan (孤山), dobesedno 'Sirota' ali 'Osamljeni otok', je edini naravni otok na Zahodnem jezeru. Gušan in Bai nasip, ki ga s severno obalo povezujeta most Šiling in nasip Bai, ločujeta Severno notranje jezero od Zunanjega Zahodnega jezera. V lokalnem izročilu je otok skupaj z Zlomljenim mostom in Dolgim mostom združen kot Tri posebnosti Zahodnega jezera: Zlomljeni most ni zlomljen, Osamljeni otok ni osamljen in Dolgi most ni dolg. Med dinastijo Čing je Gušan postal del ločene palače za cesarje, ki so obiskali Hangdžov. Paviljon Venlan, kraljeva knjižnica na otoku, je hranila dragoceno zbirko literarnih del in redkih besedil. Po revoluciji leta 1911 so palačo preuredili v park Džongšan v čast Sun Jat-senu, ključni osebnosti v revoluciji. Paviljon Venlan in druge nekdanje palačne stavbe so bile vključene v Pokrajinski muzej Džedžjang, nova stavba poleg paviljona pa je bila dokončana leta 1912, v kateri je bila knjižnica.

### Dve pagodi
Pagoda Leifeng (雷峰塔), prvotno zgrajena leta 975, je na hribu Sončni zahod. Po lokalnih pripovedih igra osrednjo vlogo v legendi o Beli kači. Pagoda Leifeng je bila obnovljena leta 2002, potem ko se je prvotna struktura leta 1924 zrušila, in ostaja priljubljena turistična točka z osupljivim razgledom na jezero.
Pagoda Baoču (保俶塔), zgrajena leta 963, stoji na Dragocenem kamnitem hribu. Za razliko od bolj dovršene pagode Leifeng je Baoču vitka, preprosta struktura, za katero velja, da je bila zgrajena v molitvi za varno vrnitev lokalnega uradnika.

### Trije otočki
Na Zahodnem jezeru so trije umetni otočki: Mali otoček Jingdžov, Paviljon Srednjega jezera in Otoček Ruan Gong. Vsak je bil zgrajen v času dinastij Ming in Čing z izkopavanjem jezerskega sedimenta.
- Mali otoček JYingdžov (小瀛洲), znan tudi kot Trije bazeni, ki zrcalijo luno, je še posebej znan po majhnih kamnitih pagodah, ki se dvigajo iz vode okoli njega. Med praznikom sredi jeseni so te pagode osvetljene, kar ustvarja prizor, imenovan "Trije bazeni, ki zrcalijo luno, ki je postal eden od desetih prizorov Zahodnega jezera.
- Paviljon Srednjega jezera ali Paviljon Srca jezera (湖心亭), najmanjši od treh, je paviljon, obdan z Zunanjim Zahodnim jezerom. Znan je po Džang Daijevem eseju o opazovanju snega iz paviljona.
- Otoček Ruan Gong (阮公墩), zgrajen leta 1800, je poimenovan po Ruan Juanu, ki je bil takrat guverner Džedžjanga. Trenutno otoček ni odprt za obiskovalce, saj služi kot naravni rezervat.

### Štirje nasipi
Trije glavni nasipi delijo Zahodno jezero na pet delov, med katerimi so:
- Nasip Bai (白堤) – Prvotno imenovan Nasip iz belega peska, je bil naravno oblikovan pred dinastijo Tang (618–907) in utrjen med letoma 766 in 779. Nasip se je porušil med dinastijo Juan (1271–1368) in je bil obnovljen leta 1589. V času dinastije Čing (1644–1911) je nasip postal znan kot Nasip Bai v spomin na Bai Džujija in po analogiji z nasipom Su.
- Nasip Su (苏堤) – Zgrajen leta 1089 pod vodstvom Su Šija med njegovim mandatom prefekta, ta nasip skupaj s šestimi mostovi za trajektne prevoze povezuje Čujuan na severni obali s Huagangom na južni obali. Ločuje Notranje jezero od zunanjega Zahodnega jezera.
- Nasip Jangong (杨公堤) – Ta nasip, ki ga je leta 1508 zgradil lokalni uradnik Jang Mengjing (楊孟瑛) za ublažitev poplav, ima šest mostov, ki omogočajo dostop s trajektom med Notranjim in Zunanjim jezerom.

Poleg tega je bil leta 1242 zgrajen nasip Džaogong (赵公堤), znan tudi kot nasip Džinša, ki je povezal Čujuan z nasipom Su. Ime je dobil po Džao Jučouu (趙與𥲅), takratnem prefektu Linana.

### Pet jezer
Sedanje jezero, približno ovalne oblike, je bilo izkopano v preteklih dinastijah in se razteza 3,3 km od severa proti jugu, 2,8 km od vzhoda proti zahodu, z obsegom obale 15 km in skupno vodno površino 5,6 kvadratnih kilometrov. Ločeno med hribom Gušan, nasipom Su in nasipom Bai, je jezero sestavljeno iz petih različnih vodnih teles, ki so med seboj povezana z mostnimi loki.
- Glavno jezero na vzhodu omejuje cesta Hubin, na zahodu nasip Su, na jugu cesta Nanšan in na severu nasip Bai.
- Zahodno notranje jezero leži zahodno od nasipa Su.
- Severno notranje jezero, znano tudi kot Zadnje jezero ali Notranje jezero, se razteza od mostu Duančjao na vzhodu do mostu Šiling na zahodu, hriba Gušan na jugu in ulice Beišan na severu.
- Jezero Juehu je južno od templja Jue Fei, zahodno od nasipa Su in južno Od vetra naguban lotos v vrtu Čujuan. Viri iz obdobja Republike Kitajske ga identificirajo kot severno od Notranjega jezera, ločeno z nasipom Džhaogong. To jezero je verjetno poimenovano po grobnici Jue Fei, čeprav starejša dokumentacija ni na voljo.
- Malo Južno jezero leži severno od ceste Nanšan, zahodno od nasipa Su in južno od znamenitosti Ogled rib pri Cvetličnem ribniku. Zapisi iz republikanske dobe ga opisujejo kot zahodno od mostu Jinbo in južno od paviljona Guanju.

### Deset prizorov
Tradicionalno je na Zahodnem jezeru deset klasičnih slikovitih točk, vsaka od njih je označena s štirimestno oznako. Skupaj so znane kot Deset prizorov Zahodnega jezera, katerih razvrstitev sega v čas dinastije Song. Vsaka je označena s stelo z oznako, napisano v kaligrafiji cesarja Čjanlonga. Deset prizorov vključuje:
- Pomladna zarja na Nasip Su
- Lotos, ki ga guba vetrič, na vrtu Čujuan
- Jesenska luna nad mirnim jezerom
- Dolgotrajni sneg na zlomljenem mostu
- Pagoda Leifeng v večernem sijaju
- Trije ribniki, ki zrcalijo luno
- Poslušanje oriolkov pri vrbovih valovih
- Dvojni vrhovi prebadajo oblake
- Opazovanje rib v cvetličnem ribniku
- Večerno zvonjenje na hribu Nanping

## Arhitektura

### Templji in samostani
Korenine budizma okoli Zahodnega jezera segajo v 4. stoletje z ustanovitvijo templja Lingjin in templja Tiandžu. V obdobju petih dinastij (907–960) so vladarji dinastije Vujue, ki so bili predani budisti, začeli obsežno gradnjo templjev v regiji. Med pomembnejšimi templji iz tega obdobja so tempelj Džingci na hribu Nanping, tempelj Junči v vasi Fan in tempelj Šangtiandžu na hribu Tiandžu. Poleg teh templjev so bile postavljene pagode, kot so Liuhe, Leifeng in Baoču, skupaj z zapletenimi kamnitimi budističnimi rezbarijami v jami Janšja, jami Šivu in na vrhu Feilaifeng. V času dinastije Song sta tempelj Lingjin in tempelj Džingci postala prepoznana kot dve od petih gora in desetih templjev. Na slikovitem območju Zahodnega jezera je 30 budističnih krajev, ki so uradno označeni kot zaščitena območja dediščine. Taoistični samostan Baopu, obnovljen v 17. stoletju, hrani Ge Honga, uglednega taoističnega učenjaka, alkimista in medicinskega znanstvenika, ki je izvajal taoistične prakse in alkimične poskuse na grebenu Geling blizu Zahodnega jezera.

### Grobnice in spominske dvorane
Grobnica in tempelj Jue Feija služita kot spomenik Jue Feiju, legendarni osebnosti v kitajski zgodovini, znani po svoji zvestobi in sinovski pobožnosti. Grobnica, zgrajena leta 1163, časti Jue Feija kot narodnega junaka in pooseblja konfucijanske vrednote, ki so stoletja globoko vplivale na kitajsko družbo. Grobnica Su Šjao Šjao je v bližini mostu Šiling na severnem bregu Zahodnega jezera.

### Paviljoni in spomeniki
Paviljon Venlan, zgrajen leta 1784 in obnovljen leta 1880, je bila edina obstoječa knjižnica med štirimi knjižnicami, ki jih je naročila cesarska družina Čing za zbirko Popolne knjižnice štirih zakladnic.

### Vrtovi in parki
Na severovzhodni obali Zahodnega jezera je park Hubin, niz šestih povezanih parkov vzdolž jezera, obdanih z luksuznimi nakupovalnimi središči in hoteli. V parku št. 3 lahko obiskovalci vsak večer uživajo v glasbeni fontani z brezplačnimi predstavami. Na severozahodu cvetlična drevesnica Hangdžov in botanični vrt predstavljata raznoliko paleto cvetja in rastlin. Na jugozahodu parka Taidzivan in Huagang spomladi privabljata obiskovalce s pisanimi tulipani in sezonskimi cvetovi. Na jugovzhodni obali parka Liulangvenjing in Čangčjao ponujata slikovite razglede in prostore za sprostitev.
Okoli Zahodnega jezera je ohranjenih več zgodovinskih zasebnih vrtov. Vila Liu na severozahodni obali je bila prvotno zasebni vrt dinastije Čing, ki odraža klasično kitajsko krajinsko oblikovanje. Danes služi kot gostišče West Lake State, luksuzni hotel, znan po gostovanju pomembnih dogodkov in gostov. Vila Vang na jugozahodnem vogalu jezera je bila prav tako zgrajena v času dinastije Čing in je bila od takrat obnovljena kot del hotela Šidzi. Vila Džjang na vzhodni obali zdaj deluje kot čajnica Ob jezeru. Vila Guo, ki je na severozahodni obali ob vznožju Gušana blizu grebena Čišja, je eden najbolje ohranjenih vrtov dinastije Čing v Hangdžovu in je odprt za javnost kot vladni park.
- Tempelj Lingjin
- Grobnice Jue Feija in Jue Juna
- Hotel Šidzi
- Park Changqiao
- Muzej Zahodnega jezera

### Sodobna arhitektura
Ob Zahodnem jezeru je veliko rezidenc v zahodnem slogu, zgrajenih v času Republike Kitajske (1911–1949). Na Gušanu so med pomembnimi znamenitostmi spominski paviljon Sun Jat-sena, nekdanji rezidenci Du Juešenga in Čjang Kajška ter vila Jijundži Lu. Ob cesti Beišan so med pomembnimi znamenitostmi nekdanja rezidenca Čjang Čing-kuo in različne vile, kot so Run Lu, Ru Lu, Šing Lu in Baočing, poleg pomembnih hotelov, kot so hotel Hangdžov, hotel Šinšin in vila Čjušui. Na vzhodni obali se nahajajo tudi zgodovinske stavbe, vključno z vilo Šihan Džingše, vilo Long Bridge, vilo Guo in nekdanjo rezidenco Huang Fuja. Sodobna arhitektura dopolnjuje te zgodovinske znamenitosti s stavbami, kot je Muzej Zahodnega jezera, in vrsto luksuznih hotelov, kot je Grand Hyatt Hangdžov, ter prestižnimi nakupovalnimi središči, kot je kompleks Hubin Jintai in77.

## Hidrologija
Jezero z zajetno površino 21,22 kvadratnih kilometrov letno odteče in zadrži približno 14 milijonov kubičnih metrov vode. Jezero letno črpa približno 120 milijonov kubičnih metrov vode iz reke Čjantang. Naravni dotoki prihajajo iz potokov Džinša, Longhong, Čišan in Čangčjao. Gladina jezera se vzdržuje na konstantni referenčni ravni Rumenega morja 7,15 metra, pri čemer niha le za ±0,05 metra. Sezonska gladina vode se giblje od najvišje 7,70 metra do najnižje 6,92 metra, z odstopanjem približno 50 centimetrov. Z zadrževalno zmogljivostjo približno 14,3 milijona kubičnih metrov je jezero povprečno globoko 2,27 metra, največ 5 metrov in najmanj manj kot 1 meter. Povprečna letna količina padavin neposredno nad jezerom znaša 5,63 milijona kubičnih metrov, medtem ko ima vodni sistem jezera koeficient izpiranja 1,49. V sušnih obdobjih, ko so vrata rezervoarja zaprta, pretok pade na nič, celo med poplavnim obdobjem pa le redko preseže 0,05 m/s.
Zahodno jezero, ki je na jugovzhodnem robu kitajskih hribovitih regij in severni meji subtropskega pasu, prejme letno sončno sevanje 100–110 kcal/cm2 in ima 1800–2100 sončnih ur na leto. Zaradi milega podnebja v Hangdžovu Zahodno jezero pozimi redko zamrzne. Zadnja popolna zamrznitev jezera se je zgodila januarja 1977, ko je mesto doživelo ekstremni mraz, temperature pa so padle na rekordno nizkih -8,6 °C. Delna in začasna zamrznitev pa se opazi skoraj vsako leto, odvisno od vremenskih razmer.

## Rastlinstvo
Zahodno jezero obdaja bogato in raznoliko rastlinje. Na nominiranem območju je 1369 vrst semenk iz 739 rodov v 184 družinah, vključno z 28 vrstami golosemenk iz 19 rodov v 7 družinah in 1273 vrstami kritosemenk iz 675 rodov v 150 družinah. Poleg tega je 68 vrst praprotnic iz 45 rodov v 27 družinah.

### Sezonsko cvetje
Štiri glavne sezonske rože pokrajine Zahodnega jezera – breskov cvet, lotosov cvet, osmant in cvet japonske marelice (prunus mume) – so tesno povezane s kulturno dediščino Hangdžova, kot je Deset prizorov Zahodnega jezera. Te rastline utelešajo koncept vključevanja sezonske lepote v krajinsko zasnovo teh slikovitih območij.
- Breskve in vrbe obdajajo obale in nasipe ter jezeru dodajajo barvo spomladi in zgodaj poleti. Na nasipu Su in Bai so vrbe običajno posajene skupaj z breskvijo, vzorec, ki ga je v 11. stoletju zasnoval Su Ši.
- Lotosove cvetove gojijo na 14 določenih območjih, ki pokrivajo približno 20 hektarjev, predvsem v Severnem notranjem jezeru in jezeru Juehu.
- Osmantusi so široko zasajeni po vrtovih ob bregovih jezera, pri čemer sta Manjuelong in botanični vrt Hangzhou najbolj opazna zaradi gostih zasaditev in dišečih cvetov jeseni.
- Marelični cvetovi, ki v kitajski kulturi predstavljajo neomajnost in čistost, gojijo na hribu Lingfeng, hribu Gušan in ob potoku Šiši.

### Čaj Longdžing
Čajna plantaža Longdžing je v hribih zahodno od Zahodnega jezera in je znana po pridelavi čaja Longdžing, sorte, ki uspeva zaradi edinstvenih geografskih razmer na tem območju. Čajevec gojijo na pobočjih teh gričev, razporejene na ukrivljenih ali odprtih terasah v bližini potokov na lepo urejenih parcelah. Ta regija ima monsunsko vlažno podnebje, značilno za severni subtropski pas, za katerega so značilni izraziti letni časi, zadostne padavine in vlaga skozi vse leto. Mikroklima plantaže, na katero vpliva njena lega med reko Čjantang na severu in potokom Džjuši na jugu, ustvarja megleno in megleno okolje, idealno za rast čaja, zlasti spomladi. Okoliški hribi, kot sta hrib Tiandžu in vrh Beigao, ščitijo območje pred hladnimi vetrovi, medtem ko dolina, ki vodi do reke Čjantang, vpija vlažen zrak in ohranja toplo, vlažno podnebje.

### Starodavna drevesa
Območje okoli Zahodnega jezera ima tudi številna starodavna in redka drevesa, od katerih so mnoga povezana z zgodovinskimi templji in samostani, kot sta tempelj Lingjin in tempelj Tiandžu, pa tudi s hriboma Vušan in Gušan. Med njimi je 125 dreves 22 vrst starih več kot 300 let in služijo kot živi zapisi ekološke zgodovine regije.

## Likovna umetnost
Zahodno jezero je že stoletja pomembna tema v vzhodnoazijskem krajinskem slikarstvu, čeprav mnogi slikarji jezera morda še nikoli niso videli v živo. Državna uprava za kulturno dediščino (2011) je na seznam uvrstila več kot 500 slik in kaligrafskih del, ki prikazujejo Zahodno jezero od dinastije Tang (618–907), medtem ko japonske slike jezera morda celo presegajo obstoječe kitajske upodobitve. Leta 1928 je bila ob jezeru ustanovljena Nacionalna akademija umetnosti kot prva visokošolska ustanova za umetnost v državi. Kot kulturna ikona Kitajske je upodobljeno na kitajski valuti, vključno z bankovcem za en juan v deviznem certifikatu Banke Kitajske iz leta 1979 in [[renminbi]gju iz leta 2005, pa tudi v kitajskem potnem listu.